# Frankrikes ambassad i Stockholm
Frankrikes ambassad i Stockholm (franska: Ambassade de France en Suède) är Frankrikes beskickning i Sverige. Ambassadör sedan 2020 är Etienne de Gonneville. Ambassaden upprättades 1719 och är en av de första i Sverige. Diplomatkoden på beskickningens bilar är BL.

## Fastigheter
Ambassaden är sedan 1997 belägen i den byggnad på Kommendörsgatan 13 på Östermalm i Stockholm som tidigare inhyste Palmgrenska skolan. Tidigare adresser för den franska legationen är Norrmalmstorg 16 fram till 1905, Karlavägen 28 mellan 1909 och 1912 och Sturegatan 29 1913–1919.
Den franske ambassadörens residens är beläget i Bromska palatset på Narvavägen 26, som tidigare även inhyste ambassaden. Palatset köptes av franska staten 1921 för dess legation i Sverige, som uppgraderades till ambassad 1947.
På 1700-talet låg den franska beskickningen under en period i Wredeska palatset på Drottninggatan, då kallat Franska ministerbostaden. Historiskt har ambassaden även huserat i Utrikesministerhotellet på Blasieholmen. På 1760-talet hade ambassadören Louis Auguste le Tonellier de Breteuil sitt residens på Stora Nyckelviken i Nacka.

## Beskickningschefer
| Namn                                            | Period    | Funktion                                         | Anmärkning                                                |
| ----------------------------------------------- | --------- | ------------------------------------------------ | --------------------------------------------------------- |
| Louis Pierre de la Marck                        | 1719      | Ambassadör                                       | Åren 1717–1719 i Lund och Strömstad, därefter i Stockholm |
| Tourbery                                        | 1719      | Agent                                            |                                                           |
| Jacques de Campredon                            | 1722      | Chargé d’affaires                                |                                                           |
| Bouphile Hyacynte-Toussaint de Brancas          | 1725–1727 | Envoyé                                           |                                                           |
| Charles Louis de Biaudos de Casteja             | 1728–1737 | Envoyé (1728–1730) Ambassadör (1730–1737)        | Ackrediterad 22 december 1730 (som ambassadör)            |
| Alphonse Marie Louis de Saint-Séverin d’Aragon  | 1737–1741 | Ambassadör                                       | Ackrediterad 27 december 1737                             |
| Marc-Antoine Front de Beaupoil de Saint-Aulaire | 1741–1749 | Ambassadör                                       | Ackrediterad 17 januari 1742                              |
| Louis de Cardavac d’Havrincourt                 | 1750–1762 | Ambassadör                                       | Ackrediterad 18 juni 1750                                 |
| Louis Auguste Tonnelier de Breteuil             | 1763–1767 | Ambassadör                                       | Ackrediterad 19 januari 1764                              |
| François Charles de Raimond et de Modène        | 1768–1771 | Minister                                         | Ackrediterad 12 november 1768                             |
| Charles Gravier de Vergennes                    | 1771–1774 | Ambassadör                                       | Ackrediterad 11 juni 1771                                 |
| Pierre Chrysostème d’Usson de Bonac             | 1774–1782 | Ambassadör                                       | Ackrediterad 11 december 1774                             |
| Louis Marc de Pons et de Grignols               | 1783–1789 | Ambassadör                                       | Ackrediterad 3 augusti 1783                               |
| Louis Marc Rivals                               | 1795      | Envoyé                                           | Ackrediterad 7 oktober 1795                               |
| Louis Grégoire Le Hoc                           | 1795–1796 | Ambassadör                                       | Ackrediterad 28 oktober 1795                              |
| Jean François de Bourgoing                      | 1801–1803 | Minister                                         | Ackrediterad 29 september 1801                            |
| Charles Jean Marie Alquier                      | 1810–1811 | Minister                                         | Ackrediterad 5 oktober 1810                               |
| Marie Hippolyte Gueilly de Rumigny              | 1814–1820 | Chargé d’affaires (1814–1818) Envoyé (1818–1820) | Ackrediterad 12 augusti 1818 (som envoyé)                 |
| Hector Philippe d’Agoult                        | 1821–1823 | Envoyé                                           | Ackrediterad 28 juni 1821                                 |
| Ernest de Cadoine de Gabriac                    | 1824–1826 | Envoyé                                           | Ackrediterad 13 november 1824                             |
| Marc René de Montalembert                       | 1827–1829 | Envoyé                                           | Ackrediterad 17 juli 1827                                 |
| Joseph Napoléon Ney                             | 1830      | Envoyé                                           | Ackrediterad 20 september 1830                            |
| Napoléon Hector Soult de Dalmatie               | 1831–1832 | Envoyé                                           | Ackrediterad i maj 1831                                   |
| Henri Jean Victor de Rouvroy de Saint-Simon     | 1832–1833 | Envoyé                                           | Ackrediterad 29 september 1832                            |
| Louis Napoléon Lannes de Montebello             | 1834–1835 | Envoyé                                           | Ackrediterad 2 december 1834                              |
| Charles Henri Edgard de Mornay                  | 1835–1845 | Envoyé                                           | Ackrediterad 11 december 1835                             |
| Charles Victor Lobstein                         | 1845–1857 | Chargé d’affaires (1845–1848) Envoyé (1848–1857) | Ackrediterad 1 juni 1848 (som envoyé)                     |
| Henri Mercier de Lostende                       | 1857–1860 | Envoyé                                           | Ackrediterad 7 november 1857                              |
| Philippe Charles Marie Baudin                   | 1860–1862 | Envoyé                                           | Ackrediterad 9 juli 1860                                  |
| Hugues Fournier                                 | 1863–1871 | Envoyé                                           | Ackrediterad 23 april 1863                                |
| Arthur de Gobineau                              | 1872–1877 | Envoyé                                           | Ackrediterad 12 juni 1872                                 |
| Robert de Tamisier                              | 1877–1880 | Envoyé                                           | Ackrediterad 12 april 1877                                |
| Jules Patenôtre                                 | 1880–1883 | Envoyé                                           | Ackrediterad 13 december 1880                             |
| Charles Lepeletier d’Aunay                      | 1883–1885 | Envoyé                                           | Ackrediterad 19 december 1883                             |
| Camille Barrère                                 | 1886–1888 | Envoyé                                           | Ackrediterad 23 januari 1886                              |
| René Millet                                     | 1889–1894 | Envoyé                                           | Ackrediterad 3 januari 1889                               |
| Charles Rouvier                                 | 1895–1898 | Envoyé                                           | Ackrediterad 9 januari 1895                               |
| Henri Camille Marcel                            | 1898–1899 | Envoyé                                           | Ackrediterad 9 mars 1898                                  |
| Anatole Charles Catusse                         | 1899–1901 | Envoyé                                           | Ackrediterad 8 juli 1899                                  |
| Hippolyte Marchand                              | 1901–     | Envoyé                                           | Ackrediterad 22 juli 1901                                 |
| Jules Albert Defrance                           | 1909–1910 | Envoyé                                           | Ackrediterad 25 juni 1909                                 |
| Eugène Thiébaut                                 | 1910–1918 | Envoyé                                           | Ackrediterad 30 december 1910                             |
| Louis Delavaud                                  | 1918–1924 | Envoyé                                           | Ackrediterad 14 november 1918                             |
| Armand Bernard                                  | 1924–1929 | Envoyé                                           | Ackrediterad 9 februari 1924                              |
| Édouard Gaussen                                 | 1930–1935 | Envoyé                                           | Ackrediterad 5 februari 1930                              |
| Roger Maugras                                   | 1935–1940 | Envoyé                                           | Ackrediterad 5 februari 1930                              |
| Pierre Guerlet                                  | 1940–1941 | Envoyé                                           | Ackrediterad 16 september 1940                            |
| Christian Carra de Vaux Saint-Cyr               | 1941–1945 | Envoyé                                           | Ackrediterad 19 september 1941                            |
| Jean Baelen                                     | 1945–1947 | Envoyé                                           | Ackrediterad 2 november 1945                              |
| Gabriel Puaux                                   | 1947–1948 | Ambassadör                                       | Ackrediterad 31 oktober 1947                              |
| Robert de Dampierre                             | 1948–1952 | Ambassadör                                       | Ackrediterad 18 november 1948                             |
| Armand du Chayla                                | 1952–1955 | Ambassadör                                       | Ackrediterad 3 juni 1952                                  |
| Gabriel Bonneau                                 | 1955–1957 | Ambassadör                                       | Ackrediterad 23 mars 1955                                 |
| Edouard de la Chauvinière                       | 1958–1963 | Ambassadör                                       | Ackrediterad 31 januari 1964                              |
| Jacques de Blesson                              | 1964–1967 | Ambassadör                                       | Ackrediterad 31 januari 1964                              |
| André Puget                                     | 1967–1970 | Ambassadör                                       | Ackrediterad 22 juni 1970                                 |
| Pierre Francfort                                | 1970–1972 | Ambassadör                                       | Ackrediterad 22 juni 1970                                 |
| Raymond Gastambide                              | 1972–1975 | Ambassadör                                       | Ackrediterad 13 december 1972                             |
| Paul Fouchet                                    | 1975–1978 | Ambassadör                                       | Ackrediterad 21 november 1975                             |
| Gérard Gaussen                                  | 1978–1982 | Ambassadör                                       | Ackrediterad 13 april 1978                                |
| Pierre-Louis Blanc                              | 1982–1985 | Ambassadör                                       | Ackrediterad 23 juni 1982                                 |
| Robert Jean Mazeyrac                            | 1985–1989 | Ambassadör                                       | Ackrediterad 13 juni 1985                                 |
| Philippe Louet                                  | 1989–1993 | Ambassadör                                       | Ackrediterad 23 augusti 1989                              |
| Joëlle Timsit                                   | 1993–1996 | Ambassadör                                       | Ackrediterad 10 februari 1993                             |
| Philippe Petit                                  | 1996–1998 | Ambassadör                                       | Ackrediterad 5 september 1996                             |
| Patrick Imhaus                                  | 1998–2003 | Ambassadör                                       | Ackrediterad 15 oktober 1998                              |
| Denis Delbourg                                  | 2003–2008 | Ambassadör                                       | Ackrediterad 4 september 2003                             |
| Joël de Zorzi                                   | 2008–2011 | Ambassadör                                       | Ackrediterad 5 mars 2008                                  |
| Jean-Pierre Lacroix                             | 2011–2014 | Ambassadör                                       | Ackrediterad 19 augusti 2011                              |
| Jacques Lapouge                                 | 2014–2017 | Ambassadör                                       | Ackrediterad 2 oktober 2014                               |
| David Cvach                                     | 2017–2020 | Ambassadör                                       | Ackrediterad 7 september 2017                             |
| Etienne de Gonneville                           | 2020–idag | Ambassadör                                       | Ackrediterad 9 september 2020                             |